# بنی افغان
بنی افغان (فرزندان افغان) شهر در ناحیه میانوالی قلعه باغ پنجاب در پاکستان قرار دارد. بنی افغان منطقه پشتون نشین در کل ۲۵۷ دانش آموز و ۵ آموزگار و ۴ کلاس دارد. برپایه آگاهی رئیس این کانون آموزشی نه رایانه و نه کتابخانه دارد. عبدالغفار خان سرپرست این کانون آموزشی اطلاعات بیشتری در مورد آموزش در بنی افغان از جمله پذیرش، امکانات اولیه، امکانات ورزشی، امکانات دانشگاهی، ثبت نام دانش آموزان با توجه به مشخصات کلاس و آموزگاران با توجه به مشخصات و مدارک تحصیلی آنها پیشکش می‌کند. اکثر مردم در ساحل سمت راست رودخانه پشتو صحبت می‌کنند.↵در حالی در امتداد ساحل سمت چپ منطقه بزرگ بنی افغان در شهرهای کوچک و روستاها مردمان اش نیز پشتو صحبت می‌کنند. اما در روستای "پیر پاهی"، عمدتاً ساکنان پنجابی، سرائیکی و هندکوه زندگی می‌نمایند. گفته می‌شود اکثر شهروندان بنی افغان "پناهندگان افغان" بوده باشند؛ ولی در پاکستان اردوگاهای پناهندگان وجود دارند که در نقشه پاکستان به اردو یا انگلیسی "کمپ ریفوژی " نامیده می‌شوند.

## ریشه شناسی و نامهای تاریخی پشتونان
پتان و روهیله مهتر و افغان کهتر در نیمقاره هند و مهتر در بخش خاوری و باختری ایرانزمین یاد می شدند. پشتون و پشتو تا دوران اصلاحات "زبان افغانی" با تأسیس پشتو تولنه (فرهنگستان پشتو) در سال ۱۹۳۷ میلادی در کابل نوشتن و گفتن زبان پشتو مروج نبود. امان‌الله شاه بر پایه مجله امانِ افغان  در سخنرانی خویش به ٧ قوس (آبان) سال ۱۳۰۴ خورشیدی (۱۹۲۵/۲۶) در قندهار از "زبان فارسی" و "زبان افغانی" (پشتو ) نامیده است. محمود طرزی در سراج‌الاخبار زبان رسمی "دولت متبوعهء مقدسهء ما زبان فارسی و زبان ملتی ما زبان افغانی می باشد. زبان فارسی از این سبب زبان رسمی دولتی ما شده است که قبل از تشکیل و تأسیس یافتن دولت مقدسهء افغانیه و استقلال یافتن حاکمیت ملتی ما؛ خاک پاک وطن مقدس ما از اجزای ممالک ایران محسوب بود".
پشتون های "مشرقی" و "جنوبی" برای پشتو پختو و برای پشتون پختون و برای پشتانه (پشتون ) پختانه می گویند. تا سال ١٣٤٣ خورشیدی تقسیمات اداری افغانستان پنج ولایت های بزرگ یا ممالک (استان ) مانند قندهار٬ بلخ٬ هرات٬ کابل و قطغن و بدخشان و چهار حکومت اعلی: سمت مشرقی٬ سمت جنوبی٬ فراه و چخانسور و میمنه و حکومت مستقل ارگون بود. محمد ظاهرشاه در سال ١٣٤٣ خورشیدی (۱۹۶۴ میلادی) افغانستان را به ٢٩ ولایت تقسیم کرد. در یادداشت دیپلماتیک در سال ۱۹۶۳ میلادی رئیس شورای ملی افغانستان عبدالظاهر خان ، تحت سلطنت مطلقه محمد ظاهر شاه (تا اکنون نخست وزیر از خانواده دربار سلطنت مطلقه محمد ظاهر شاه بود ) سفارتخانه ها و نمایندگی های کشورهای خارجی معتبر منجمله سفارت ایالات متحده در کابل را آگاه ساخت که در قانون اساسی سلطنت مشروطه افغانستان (در آینده اعضای خانواده دربار سلطنتی از سوی شاه نامزد نمی‌شود) .

## نامهای پشتونان و معنی های شان
- پتان : کسیکه مورد اعتماد است.
- روهیله : ساکنان قله های بلند کوه
- پشتون : پشت اسب (سوار کار)
- افغان[۵][۶][۷]

1. کرد.[۸]
2. اند[۹]
3. باشد.

است.
بندر پطان  .
ر دارد.

## یهودیان در هند
"بنی اسرائیل" ("پسران اسرائیل") جمعیت از یهودیان در هند هستند. جمعیت بنی اسرائیل ادعا می کند که از یهودیانی که پس از آزار و اذیت در قرن 2 قبل از میلاد به جلیل گریختند و عمدتاً در بمبئی و مناطق اطراف آن ساکن شدند بنی اسرائیل از نظر ظاهری و رفتارهای خود مانند قوم مراتی غیر یهودی است و این نشان می دهد که یهودیان با هندی ها آمیخته بودند و باهمزندگی می کردند. زبان آنها به زبان مراتی در ایالت ماهاراشترا می باشد. اواسط قرن بیستم آنها کشف شدند. بازرگانان یهودی (جاده ابریشم) به‌صورت اسناد در قرن یازده ام میلادی (غزنویان) از سکونت یهودیان در هند و ایران روایت داده اند و از طریق کشتی اسپانیا که ابراهیم بن دائود اسپانیایی یهودی بود. وی از مترجمان متون یهودی از عبری به عربی و از عبری به لاتین بود.

## یهودیان در ایران
کوروش بزرگ یهودیان را از اسارت نبوکد نصر دوم (بخت النصر) در بابل نجات داد. یهودیان توانستند سرزمین اسرائیل که اکنون تحت هخامنشی باز گردند و معبد خود را بازسازی کنند. اما تعداد دیگر به هند و آریانا توران در بغداد ٬ تیسفون همدان، نهاوند، جندی شاپور، شوش و اصفهان ٬ بخارا ٬هرات و کابل و پشاور (شهر شاهپور ساکن شدند. و همسایه های در به دیوار مردمان هندی و ایرانی و تورانی بودند. یهودیان ایرانی از خراسان ایران در سالهای ۱۹۶۰ میلادی با برنامه های دولت جمهوری یهودی اسرائیل شهروندان یهودی میهن هندوایران و توران خود را ترک نمودند و به اسرائیل مهاجرت نمودند. کابلی ها و هراتی ها و بسیاری هندو ایرانی و بخارایی ها از اسرائیل به امریکا رفتند٬ زیرا بعید نیست بسیاری یهودیان از شرق ایران پشاور و کابل و هرات (کشورهای جوان و جدید) تا غرب اش اصفهان با موسیقی و سازه های موسیقی، آشپزی و خوراک، رفتار و کردار، زبان پارسی و زبان بدن و گونه و خوی و خلق و جشنهای ایرانزمین و نوروز دل افروز مردمان هندوایرانی پیوند ناگسستنی دارد و چندان با یهودان امریکایی و اروپایی در نه آمیختند.
جمعیت بنی افغان هم در پنجاب آن زمان هند پناه آورده باشند و زبان پشتو را فرا گرفته باشند.

## کتاب‌ها
- سید جمال الدین: تتمة البیان فی تاریخ الافغان، ۱۹۰۱ ، مصر (عربی)
- سید جمال الدین حسینی مشهور با سه لقب  اسدآبادی ، الکابلی و الافغانی: تتمة البیان فی تاریخ الافغان. ترجمه از عربی به فارسی محمدامین خوگیانی، سال ۱۳۴۰ کابل
- ادوارد بویرمن: "در باره یهودی بودن افغانان". لسکه ٬درمشتات ٬ ۱۸۴۴ (Eduard Beurmann:Ueber die jüdische Abstammung der Afghanen. Leske, Darmstadt, 1844)
- جان ریچاردسون: فرهنگ فارسی-عربی-انگلیسی به سال ۱۷۸۰–۱۷۷۸
- طرزی، محمود، سراج‌الاخبار، شماره ۲، ۲۰ سنبله ۱۲۹۴خ
- مجله :امان افغان. شماره ۳۷ ٬سال ششم ۸

## بیرون
- پختونخوا
- افغان
- کلکتک
- افغان]
- یک
- پنج
- https://mapcarta.com/34511014]

1. ↑  ستاره‌شناس الغ‌بیگ
2. ↑  زبان فارسى و زبان افغانى سخنرانى امان الله خان قندهار
3. ↑  «نسخه آرشیو شده». بایگانی‌شده از اصلی در ۱۷ اوت ۲۰۲۱. دریافت‌شده در ۱ ژوئیه ۲۰۲۰.
4. ↑  Airgram Farsi to Dari 1964
5. ↑  https://books.google.de/books?id=1O9LAAAAcAAJ&pg=PA87&lpg=PA87&dq=afghan+lamentation&source=bl&ots=fh_mlWVgtR&sig=ACfU3U0LWGs5-Sh76kFt0RNu1fljntxZ0g&hl=de&sa=X&ved=2ahUKEwi7gvX3lajqAhVD6qQKHYjLCfMQ6AEwAXoECAoQAQ#v=onepage&q=afghan%20lamentation&f=false
6. ↑  https://www.google.de/search?tbm=bks&hl=de&q=afgh%C4%81n+lamentation
7. ↑  http://archive.org/stream/tatimmatalbayanf00afghuoft#page/181/mode/2up
8. ↑  "در باره يهودى بودن افغانان"
9. ↑  فرهنگ فارسی-عربی-انگلیسی جان ریچاردسون (۱۷۷۷) اکسفورت
10. ↑  https://books.google.de/books?id=2EdMAAAAcAAJ&pg=PP339&dq=Bandar+patan&hl=de&sa=X&ved=2ahUKEwjh-JPtvaDqAhWI66QKHYQcDTIQ6AEwAnoECAUQAg#v=onepage&q=Bandar%20patan&f=false